# آیویی، هیوگو
آیویی در استان هیوگو در کشور ژاپن  واقع شده است  که دارای جمعیت ۳۱٬۹۷۳ نفر و مساحت ۹۰٫۴۵ کیلومتر مربع با تراکم جمعیت 353  نفر در کیلومترمربع است و در تاریخ ۱ اکتبر ۱۹۴۲ به عنوان شهر شناخته شد.